# گاه‌شماری رومی
گاه‌شماری رومی، گاه‌شماری است که در روم باستان استفاده می‌شده و اقتباس شده از گاه‌شماری یونانی است. در روم باستان ابتدا گاه‌شماری برپایهٔ گام‌های ماه و فصل‌های زراعی ایجاد شد که در آن هرسال ۳۰۴ روز و دارای شش ماه سی روزه و ۴ ماه ۳۱ روزه (جمعاً ۱۰ ماه) بود که بعد از به تخت نشستن نوما پومپیلیوس، دومین پادشاه روم، با افزوده شدن دو ماه فوریه و ژانویه هر سال به ۱۲ ماه تقسیم شد.
سال به ۱۲ ماه قمری تقسیم می‌شده‌است و تقریباً هر سه سال یکبار برای نگه داشتن سال خورشیدی یکماه اضافی کبیسه -کبیسه شمسی قمری- می‌شده‌است. مبدأ این تقویم تاریخ بنای شهر روم یعنی ۷۵۳ پ میلاد می‌باشد. که مبنای تقویم جولیانی و میلادی نیز بوده‌است.

## تاریخچه
گاه‌شماری رومی در ابتدا قمری بوده که احتمالاً از گاه‌شماری یونانی اقتباس شده‌است. با توجه به میانگین ۲۹٫۵ روزه در هر دورهٔ گام‌های ماه، تعداد روزها در هر ماه ۲۹ یا ۳۰ روز در نظر گرفته می‌شده‌است.
نویسندگانی رومی، این گاه‌شمار را اختراع رموس و رمولوس بنیان‌گذار روم باستان در ۷۵۳ قبل از میلاد می‌دانند (گرچه گاه‌شمار او قمری نبود). در گاه‌شمار نسخهٔ رموس و رمولوس هر سال ۱۰ ماه داشت و سال با اعتدال بهاری آغاز می‌شد.
| گاه‌شماری رومولوس     |
| -------------------- |
| مارتیوس (۳۱ روزه)    |
| آپریلیس (۳۰ روزه)    |
| مایوس (۳۱ روزه)      |
| یونیوس (۳۰ روزه)     |
| کوئین‌تیلیس (۳۱ روزه) |
| سکس‌تیلیس (۳۰ روزه)   |
| سپتامبر (۳۰ روزه)    |
| اکتبر (۳۱ روزه)      |
| نوامبر (۳۰ روزه)     |
| دسامبر (۳۰ روزه)     |

تعداد روزهای سال در این گاهشماری جمعاً ۳۰۴ روز می‌شود. اسامی ماه‌ها از کوئین‌تیلیس تا دسامبر مبتنی بر اعداد هستند. در تقویم کوئین‌تیلیس ماه پنجم بوده و از واژه لاتین کوئینک (quinque) به معنی پنج مشتق شده‌است. سکس‌تیلیس ماه ششم و «سکس» در لاتین به معنی شش است. و به همین ترتیب سپتم: هفت؛ اُکتو: هشت؛ نُوِم: نُه و دِسِم (دِکِم): ده.
دومین پادشاه روم نوما پومپیلیوس ماه‌های ژانویه و فوریه را به ده ماه قبلی اضافه کرد.
اگرچه نوما قصد ایجاد تقویم ۳۵۴ روزهٔ قمری داشت، در روم باستان اعداد فرد خوش‌یمن بودند. پس به جای ۵۰ روز، ۵۱ روز به تقویم ۳۰۴ روزهٔ رومولوس اضافه شد (جمعاً ۳۵۵ روز) و سپس از تمام ماه‌های سی روزه، یک روز برداشته شد تا سرانجام ۵۷ روز بین دو ماه جدید تقسیم شود. ژانویه دارای ۲۹ روز شد و فوریهٔ ۲۸ روز. در نهایت از ۱۱ ماهی که تعداد روزهایشان فرد بود چهار تا ۳۱ روزه و هفت تا نیز ۲۹ روزه بودند.
| گاهشماری مدنی                      | گاهشماری مدنی  | گاهشماری مذهبی |
| ---------------------------------- | -------------- | -------------- |
| بر طبق گفته‌های پلوتارک و ماکروبیوس | بنابر نقل اوید | بنابر نقل فولر |
| یانواریوس (۲۹)                     | یانواریوس      | مارتیوس        |
| فبرواریوس (۲۸)                     | مارتیوس        | آپریلیس        |
| مارتیوس (۳۱)                       | آپریلیس        | مأیوس          |
| آپریلیس(۲۹)                        | مأیوس          | یونیوس         |
| مأیوس (۳۱)                         | یونیوس         | کوئین‌تیلیس     |
| یونیوس (۲۹)                        | کوئین‌تیلیس     | سکس‌تیلیس       |
| کوئین‌تیلیس (۳۱)                    | سکس‌تیلیس       | سپتامبر        |
| سکس‌تیلیس (۲۹)                      | سپتامبر        | اکتبر          |
| سپتامبر (۲۹)                       | اکتبر          | نوامبر         |
| اکتبر (۳۱)                         | نوامبر         | دسامبر         |
| نوامبر (۲۹)                        | دسامبر         | یانواریوس      |
| دسامبر (۲۹)                        | فبرواریوس      | فبرواریوس      |